# Aseraggodes xenicus
Aseraggodes xenicus är en fiskart som först beskrevs av Kiyomatsu Matsubara och Ochiai, 1963.  Aseraggodes xenicus ingår i släktet Aseraggodes och familjen tungefiskar. Inga underarter finns listade i Catalogue of Life.